# Matta (fiume)
La Matta (in russo Матта?) è un fiume della Russia siberiana orientale affluente di sinistra della Sinjaja. Scorre nel Gornyj ulus della Repubblica Autonoma della Sacha-Jacuzia. 
Il fiume scorre in direzione meridionale virando poi lievemente a sud-ovest. Sfocia nella Sinjaja a 118 km dalla foce. Ha una lunghezza di 195 km e il suo bacino è di 4 110 km². Ha una portata media annua di 32,28 m³/s a 151 km dalla foce nell'insediamento di Berdigestjach.